# Észak-Magyarország turisztikai régió
Észak-Magyarország területének legnagyobb része megegyezik az Észak-Magyarország turisztikai régióval, kivéve két kisebb területet: a Börzsöny hegység Nógrád vármegyére eső vidéke (Nógrád és Diósjenő környéke) a Budapest–Közép-Duna-vidék turisztikai régióhoz tartozik, Heves vármegye és Borsod-Abaúj-Zemplén vármegye legdélibb területei pedig a Tisza-tó turisztikai régió részét képezik.

## Turisztikai nevezetességek

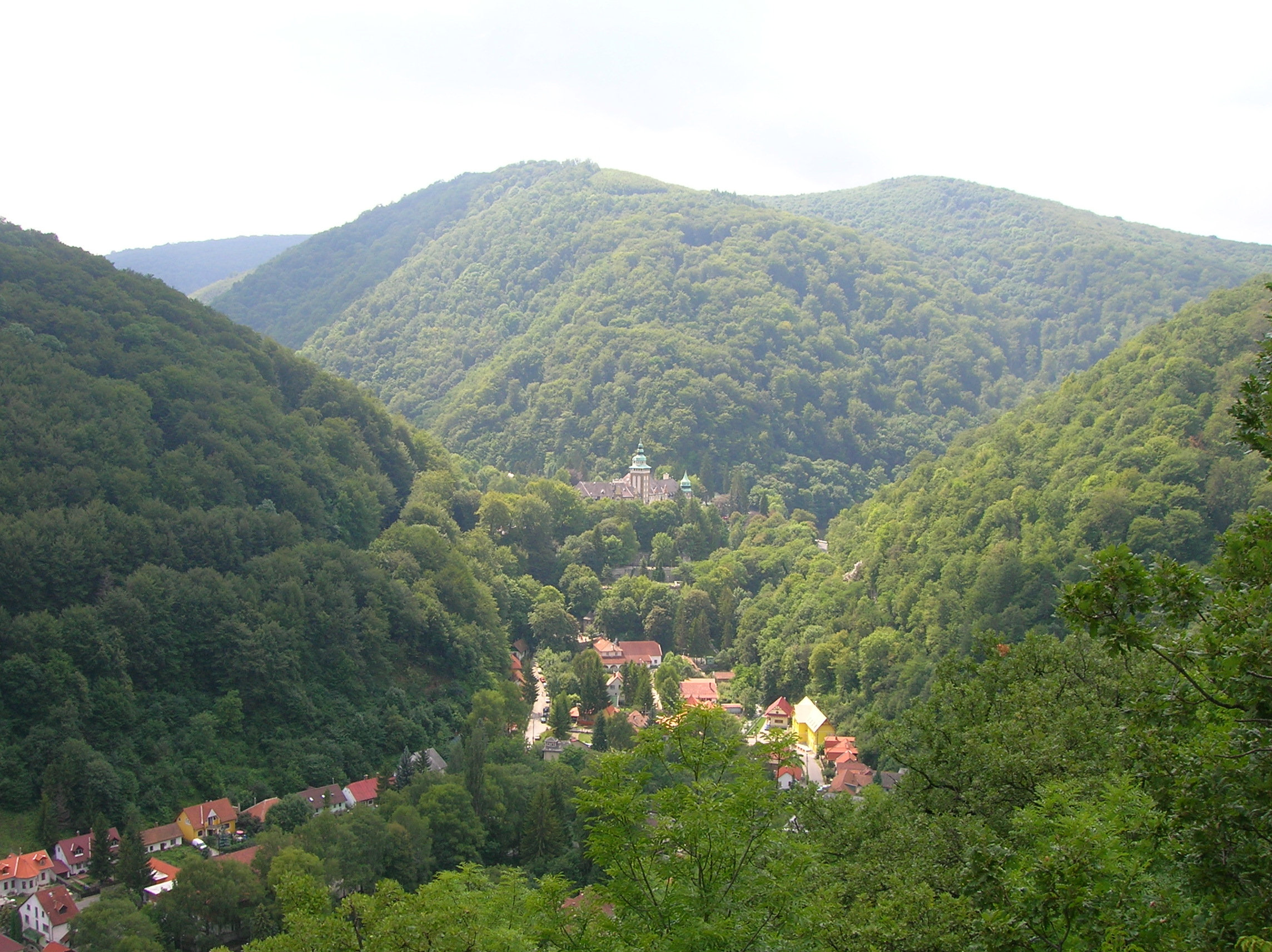
Lillafüred a Szeleta-tetőről

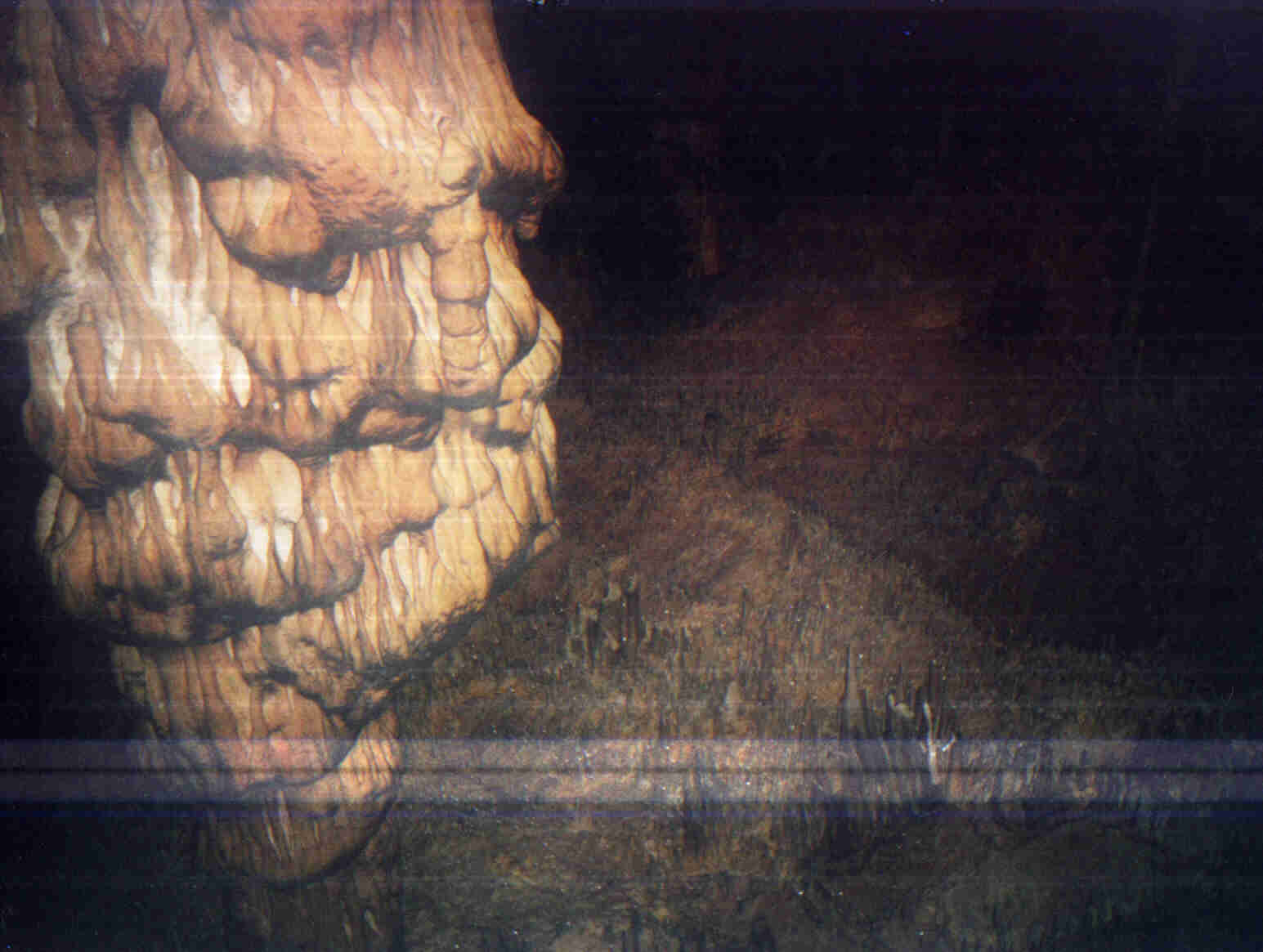
Cseppkő a Baradla-barlangban

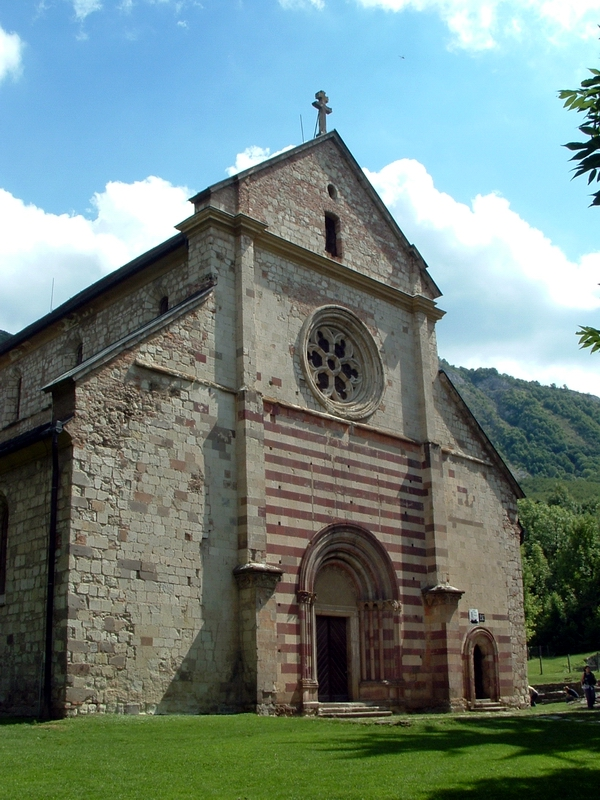
Bélapátfalva – Az apátsági templom bejárata

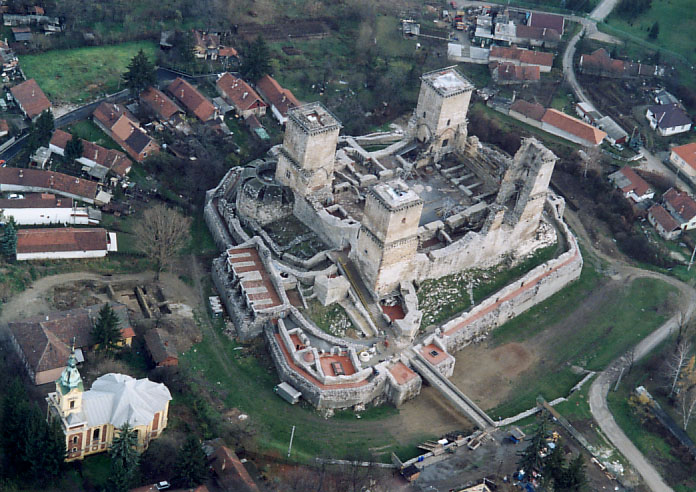
Diósgyőri vár légifotón

### Világörökségek a régióban
- Hollókő ófalu és táji környezete (1987)
- Az Aggteleki-karszt és a Szlovák-karszt barlangjai (1995)
- A Tokaji történelmi borvidék kultúrtáj (2002)
- A matyó népművészet – egy hagyományos közösség hímzéskultúrája (Az emberiség szellemi kulturális örökségének reprezentatív listájára került) (2012)

### Természeti örökség
- Aggteleki Nemzeti Park – Magyarország negyedik, 1985-ben alapított nemzeti parkja. Ez volt az első olyan nemzeti park az országban, amely kimondottan a geológiai értékek – a vidék felszíni karsztjelenségei és a híres cseppkőbarlangok védelmére alakult meg.
- Bükki Nemzeti Park –  Magyarország egyik első nemzeti parkja, amely az Északi-középhegységben fekszik. Az Északi-középhegységnek a többi vulkanikus hegyeitől eltérő földtörténeti múlttal rendelkező tagja a Bükk hegység. Nagy részét tengeri üledékes eredetű kőzetek, főként dolomit és mészkő építik fel. 800 méternél magasabb fennsíkját meredek sziklaszirtek, a Bél-kő, a Pes-kő, a Tar-kő, a Vörös-kő és a többi „Kő” öleli körül, melyekről csodálatos kilátás nyílik a hegység déli lábára. Utóbb felsorolt csúcsok nagy részén halad keresztül az Országos Kéktúra útvonala.

### Épített örökség

#### Borsod-Abaúj-Zemplén vármegyenevezetességei
A megye fő turisztikai vonzerejét többek között a látványos természeti értékek (különösen Miskolc-Lillafüred és a híres aggteleki cseppkőbarlang), a nemesi kastélyok, valamint a romantikus középkori várak és várromok jelentik. A vármegye legtöbb múzeuma Miskolcon található.
Mezőkövesd
A Bükk hegység déli lábánál, az Alföld és az Északi-középhegység találkozásánál fekszik. Egertől 20, Miskolctól 50 kilométerre található. Matyóföld centruma a hírneves Matyó Múzeummal. Őrzi népi hagyományait, népszokásait, építészeti emlékeit, tájházait. 2012. december 5-én Párizsban az UNESCO Szellemi Kulturális Örökség Kormányközi Bizottságának 7. ülésén felvették "A matyó népművészet – egy hagyományos közösség hímzéskultúrája" című örökség-elemet Az emberiség szellemi kulturális örökségének reprezentatív listájára.
Miskolc
Északkelet-Magyarország legnagyobb városa, Borsod-Abaúj-Zemplén vármegye székhelye. Magyarország negyedik legnépesebb városa, regionális központ.
- Diósgyőr – A vesztes muhi csata közelében a tatárok fosztogattak környékén és a hajdani várat is feldúlták. IV. Béla király Ernye bánnak adományozott birtokai között szerepelt 1271-ben a győri terület neve is. Az egykori földvár helyére kővár épült ovális formával. Ernye fia, István nádor nemzetségének székhelyévé vált. 1316-ban a család tagjai Borsa Kopasz lázadásához csatlakoztak, így birtokaikat elvesztették. A vár legvirágzóbb korszakát I. (Nagy) Lajos idején élte.
- Újmassa – A Hámori-tótól 3 km-re kereshetjük fel Magyarország első ipari létesítményét, az 1813-ban Fazola Frigyes által építtetett vasolvasztót, vagy Őskohót. Mellette látható a Massa Múzeum (Országos Műszaki Múzeum Kohászati Múzeuma), amely a diósgyőri vasgyártás, a Diósgyőr-hámori Vasmű 100 esztendős történetét eleveníti fel.

Muhi
Nemzeti emlékhely, 1241-ben a tatárjárás csatájának helyszíne, Batu kán hadai és IV. Béla seregének összecsapása a magyarok vereségével végződött. Az emlékmű Vadász György tervei alapján készült.
Sárospatak
Miskolctól kb. 70 kilométerre északkeletre fekszik, az Északi-középhegység lábánál, a Bodrog folyó mentén. A kisváros II. Rákóczi Ferenc székhelye volt. A Rákóczi-vár legértékesebb része a gótikus és a reneszánsz szárny. A Református Kollégium múzeumában az iskola történetébe, könyvtárának anyagába nyerhetünk betekintést.
Sátoraljaújhely
A Zempléni hegyvidék, régi nevén Eperjes-Tokaj Érchegység északkeleti részében, a szlovák határ mentén fekszik. Három tájegységet köt össze: a Bodrogköz, a Hegyköz és a Hegyalja „kapuja”. Magyarország legészakibb városában a barokk belváros, a 13. századi templom és a Barátszer, a Kazinczy Múzeum a Szár-hegyi (Trianon emlékére felállított) Keresztút hívja fel magára a figyelmet. A központtól 3 km-re fekszik Széphalom Kazinczy Ferenc (1759-1831) síremlékével).
Szerencs
Miskolctól 30 kilométerre. A Szerencsi-dombság déli lábánál, a Taktaköz peremén helyezkedik el. Reneszánsz várkastélya (Szerencsi vár) a Rákócziak tulajdona volt. Termeiben megtekinthető a Zempléni Múzeum gazdag gyűjteménye.
Tokaj
Miskolctól 54 km-re fekszik, a híres Tokaj-hegyaljai borvidéken, két folyó, a Tisza és a Bodrog találkozásánál.

#### Heves vármegyenevezetességei
Eger
Történelmi város, melynek fő látnivalója a vár. 1552-ben az egyetlen végvár volt, mely visszaverte a török hadjáratban a sokszoros túlerő támadását. Ma látható épületében a Vártörténeti kiállítás, a Hősök terme, a Kazamaták, a Képtár, a Börtönkiállítás. További nevezetességei a Dobó tér, a Bazilika, a cisztercita templom, a görögkeleti (Szerb) templom, a Ferences templom, a Vármegyeháza, az Eszterházy Károly Tanárképző Főiskola (Líceum) épülete, az Érsek-kert és a világhírű egri bor születési helye, a Szépasszonyok Völgye borpincéi.
Gyöngyös
A Mátrába induló kirándulások kedvelt kiindulópontja a kisváros, melynek említésre méltó értékei a ferences templom és rendház, a Szent Bertalan-templom igen értékes Kincstárával és a Mátra Múzeum.
Bélapátfalva
Egerből észak felé haladva érhető el Bélapátfalva. A Bélkő sziklatömbjeinek árnyékában magasodik a ciszterciek apátsága, amely az országban az egyetlen épen fennmaradt középkori cisztercita apátsági templom.
Recsk
Szomorú múltat idéző történelmi emlékhelye a Recski Nemzeti Emlékpark. A Mátra térségében, a községhez közel a Magyar Államvédelmi Hatóság (ÁVH) 1950-ben létesített kényszermunkatábort, ahol 1500 kényszermunkást tartottak fogva. 1988-ban a túlélők által életre hívott Recski Szövetség emlékművet emeltetett, majd emlékparkot hozott létre a tábor egykori helyén, melyet 1996-ban adtak át a látogatóknak. A park a település központjától kb. 6 km-re fekszik.
Sirok
Látnivalója a siroki vár. A 700 éves építmény romja a település központjától 1 km-re,az északra levő Vár-hegy 294 m magas riolittufa kúpján helyezkedik el a Mátrában, gyönyörű körpanorámát nyújtva a környék hegycsúcsaira és völgyeire. A várból gyönyörű körpanoráma nyílik. A különleges formájú sziklák vulkáni tevékenység közben riolittufából jöttek létre.

#### Nógrád vármegyenevezetességei
Nógrád vármegye fő turisztikai vonzerejét a megkapó természeti környezet, a palóc néphagyományok és a számos műemlék és kulturális emlék jelenti. Ezek közül kiemelkedik a pásztói műemléki városközpont, a szécsényi várnegyed és a hollókői ófalu, amely a világörökség része.
Palócföld
Hollókő
"Palócföld éke, s egyben Közép-Európa legépebben megmaradt, egységes palóc építészeti stílust tükröző faluja Hollókő, melynek legnagyobb értéke az ófalu nagy részét kitevő, 58 védett épületet magába foglaló falurezervátum, mely őrzi a XVII. századi népi építészet remekműveit." – olvasható a település hivatalos oldalán. A jelenleg látható építmények, falusi házak az 1909-es tűzvész után épültek, ám eredeti formavilágot és hangulatot tükröznek. Ma megcsodálható fatornyos római katolikus temploma a XIX. századból származik, gúlasisakos fatornyát 1889-ben emelték. A Hollókői vár  ugyancsak része az UNESCO világörökségnek, míg környezete a Bükki Nemzeti Park Igazgatósága által védett terület. A zömök, sziklán magasodó épület Vármúzeuma Panoptikummal, fegyverteremmel, várkápolnával, kőtárral enged betekintést az erődítmény múltjába.
Szécsény
Szécsény vára az Ipoly-völgy szélén állt hajdan, építésének pontos ideje ismeretlen, létezéséről 1461-ből maradt fenn írásos dokumentum. Része volt a ferences templom és a kolostor is. A XVI. században Disznóssy Ferenc várkapitány gyújtatta fel, majd egykori falmaradványait a Forgách-kastély építése alkalmával hasznosították. Ma már csupán falrészek, északnyugati és északkeleti sarokbástyája (Bástyamúzeum) tekinthető meg. Szécsény másik figyelemre méltó épülete a Forgách-kastély, jellegzetes barokk építészeti emlék, a Forgách-család részére emelték 1753-1763 körül, pillanatnyilag állami tulajdon, kiemelt műemlék, 1973-tól közgyűjtemény. Múzeuma Kubinyi Ferenc nevét viseli. 2005-ben teljesen felújították.
Pásztó
Pásztó város a Nyugati-Mátra lábánál, a Zagyva-folyó és a Kövecses-patak által határolt dombháton települt. A város tengerszint feletti magassága 171 méter. Nevezetessége a Kolostor: A kialakított romkert a bencés, majd a ciszterci monostor maradványaival elevenen idézi a város múltját. A helyreállított barokk kolostorépületben található dr. Rajeczky Benjámin utolsó pásztói perjel, európai hírű zenetudós emlékszobája is.

## Egészségturizmus: Gyógy- és wellnessturizmus

### Gyógy- és termálfürdők

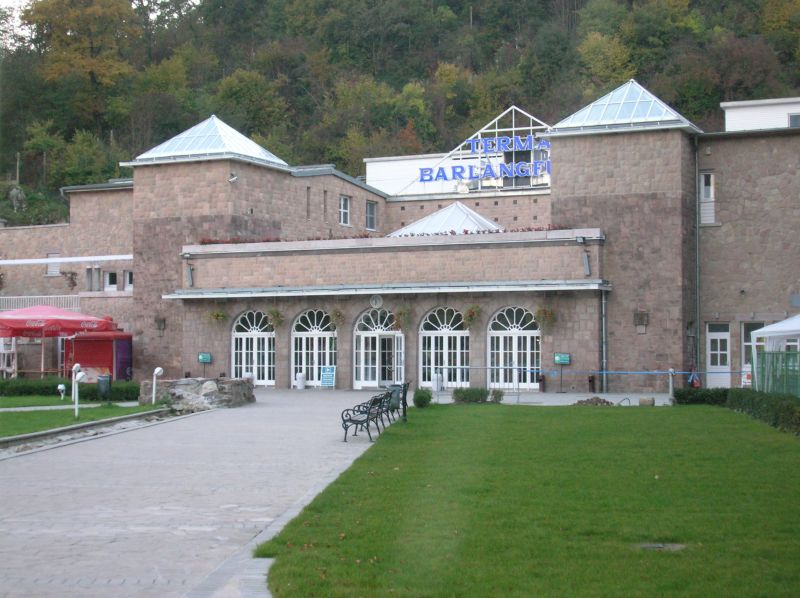
Miskolctapolca – A Barlangfürdő bejárata

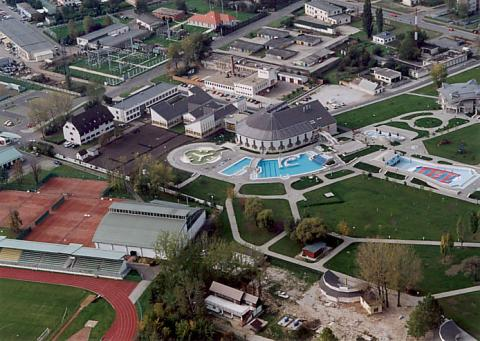
Tiszaújváros

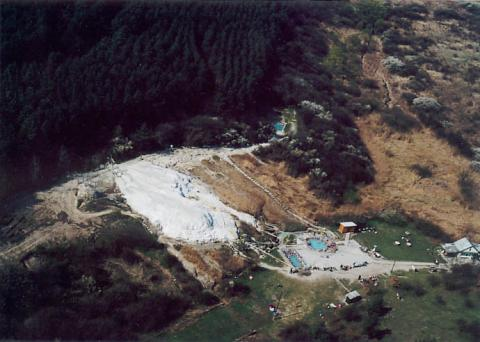
Egerszalók

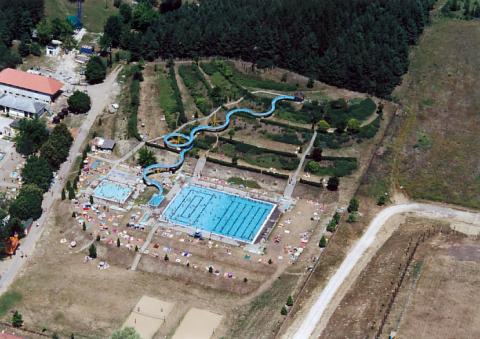
Bükkszék

Borsod-Abaúj-Zemplén vármegye gyógyfürdői
- Zsóry Gyógy- és Strandfürdő vagy rövidebben Zsóry-fürdő (Mezőkövesd): 1939-ben olajkutató talapfúrás alkalmával 800 m mélyből tört elő a 72 fokos kéntartalmú gyógyvízforrás Zsóry Lajos országgyűlési képviselő családi birtokán. A víz elősegíti a reumás betegségek, a különböző kopások és ízületi gyulladások, a sérülések és ortopédiai beavatkozások kezelését, de alkalmas nőgyógyászati panaszok enyhítésére is.
- Barlang- és Gyógyfürdő (Miskolctapolca): 1934-ben nyilvánították üdülőhellyé. Pávai-Vajna Ferenc négy barlang megvizsgálása után 1-1,5 méter magasságban részenként 28 °C-s vizet talált a karszt üregeiben – ilyen magas hőfokú víz karsztrendszerben Európában sehol nem bukkant fel még másutt. A feltárás során melegvíz forrásra (31,5 °C) is akadtak. 1941. május 28-án megnyitották a Termálfürdőt. 2002. július 19-én az Országos Tisztifőorvosi Hivatal Országos Gyógyhelyi és Gyógyfürdőügyi Főigazgatóságának határozata gyógyfürdővé emelte és gyógyászati ellátás szempontjából országos kategóriába sorolta.
- Termálfürdő Komplexum  (Tiszaújváros): Gyógyfürdője 1200 méter mélységből feltörő 57 Celsius-fokos termálvízzel működik, melynek sókoncentrációja, nátrium-klorid és hidrogén-karbonát tartalma magas, így ízületi, idült nőgyógyászati és urológiai panaszok kezelésére hasznosítják. A medencékben a víz 32, 36, 38 illetve 40 fokos.

Heves vármegye gyógyfürdői
- Markhot Ferenc Kórház Törökfürdő (Eger): Első írásos dokumentuma 1448-ból származik, ebben nevét még "karthausi fürdőként"" emlegetik. A mai létesítmény 1610-1617 között épült, a török hódoltság idején törökök építették rituális célból. Azóta is gyógycélokat szolgál. Radonos víze Magyarországon egyedülálló jelenség, főképp mozgásszervi betegségek kezelésére használják fel. A Wellness.itthon.hu honlapján
- Parádfürdői Gyógyfürdő vagy Parádfürdő Állami Kórház (Parád): Parád többféle gyógyvízkinccsel rendelkezik, melyek között legismertebb a kénes vegyületet tartalmazó "Csevice" és a vasas-timsós fürdővíz. A parádi víz vasas, kalcium-, magnézium-hidrogén-karbonátos, szulfátos, timsós gyógyvíz, melynek vas- és mangántartalma jelentős. Alkalmas nőgyógyászati folyamatok kedvező befolyásolására, kimerüléses állapotok kezelésére, ivókúra formájában pedig gyomor és bélrendszeri betegségek kezelésére.
- Parádfürdői Állami Kórház (Parád): A Mátra északi oldalán, a Parádi-Tarna völgyében fekszik, a Fehérkő, a Jámborhegy és a Kékes csúcsának tövében. 1934-ben egy rendeletben Parádfürdői Gyógyfürdő néven az intézetet gyógyfürdővé minősítették. Tulajdonosa a Nemzeti Közművelődési Alapítvány volt, majd 1952-ben létrejött a Parádfürdői Állami Kórház. Parád többféle gyógyvízkinccsel rendelkezik, melyek között legismertebb a kénes vegyületet tartalmazó "Csevice" és a vasas-timsós fürdővíz. A parádi víz vasas, kalcium-, magnézium-hidrogén-karbonátos, szulfátos, timsós gyógyvíz, melynek vas- és mangántartalma jelentős. Alkalmas nőgyógyászati folyamatok kedvező befolyásolására, kimerüléses állapotok kezelésére, ivókúra formájában pedig gyomor és bélrendszeri betegségek kezelésére.
- Mátraderecskei Széndioxid Gyógygázfürdő (Mátraderecske): 1992-ben lakossági bejelentések után kezdeményezték a gázszivárgás növekedésének, a gáz összetételének vizsgálatát, összetétele: oxigén O2, nitrogén N2, metán CH4, széndioxid CO2, radon. 1000 m mélységből jut a felszínre, az Egészségügyi Minisztérium Országos Gyógyhelyi és Gyógyfürdőügyi Főigazgatósága a gázt 1999-ben gyógygázzá, a gyógyközpontot 2006-ban gyógygázfürdővé minősítette. Érbetegségek, egyes reumatológiai esetek kezelésére javallják.
- Hőforrás-fürdő vagy Strandfürdő, Gyógy- és Wellnessfürdő (Egerszalók): Egertől 6 km-re található. A település déli részén feltörő 65-68 Celsius-fokos melegvizű hőforrás domboldalon lefolyó vize csodálatos természeti képződményt – 120 négyzetméteres mészkőlerakódást – épített ki. A kalciumot, magnéziumot tartalmazó hidrogénkarbonátos gyógyvíz értékét felismerve a falu a gyógyturizmus központja. Sokan keresik fel, főleg csontsérülésben, ízületi és reumatikus bántalmakban szenvedők. A gyógy- és wellness központban kül- és beltéri-, gyógy-, élmény-, illetve gyermekmedencék, szaunapark, masszázs, kádfürdő, fényterápia, keleti terápia, szépségfarm, fitnesz részleg vehető igénybe.

Termálfürdők: 
- Termálfürdő – Bogács: 1955-ben olajkutató fúrások alkalmával egy fúrómunkás "kideríthetetlen okokból az emelőszerkezethez ment, és meghúzta a fúrókötelet indító kart. A fúrórudazat megindult lefelé, miközben a dolgozót kb. 2 méter magasba emelte. Innen a szerkezetet elengedve az emelő mellé zuhant. Ez a folyamat nagyon gyorsan zajlott le, közben a termelőcső-oszlop 5-7 méteres zuhanása következett be. Ekkor érkezett meg a váltást hozó teherautó, ahonnan Domján István fúrómester leugorva nyomdafestéket alig elviselhető hangnem kíséretében az emelőműnél feltápászkodó embert fenéken rúgta. A kiabálásra és szokatlan zajra a két műszak emberei összegyűltek és a fúrómester szitok-átok szövegét hallgatták. Az események után kb. 10 perccel egy dolgozó felkiáltott: " Jön a víz a lyukból! ". Gőzölgő víz tört ki 60-70 C fokkal, becslés szerint 200-300 liter/perc hozammal. 1958-59-ben a Megyei Vízmű Vállalat fúrást végeztetett és kiásták az első fürdőmedence gödrét is.
- Salvus Strandfürdő – Bükkszék: az 1938-ban feltárt, emésztőrendszeri, légúti és mozgásszervi panaszokra kiváló Salvus gyógyvíz hozta meg az országos ismertséget a település számára. Az 540 méteres mélységből kitermelt, mintegy 40 °C hőmérsékletű alkáli-hidrogén-karbonátos gyógyvíz fürdésre és ivókúra formájában egyaránt alkalmas betegségek kezelésére. A fürdőben 39-40°C-os hévíz fogad a medencékben. Befogadóképessége: 2500-3000 fő.

### Klimatikus gyógyhelyek

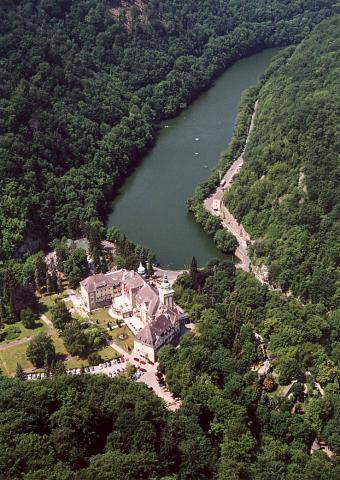
Lillafüred – A Palotaszálló légifotón

A magyarországi klimatikus gyógyhelyekről az 1997. évi CLIV. törvény az „Egészségügyről" illetve az 50/2006. (XII.28.) EüM rendelettel módosított 74/1999. (XII.25.) EüM rendelet „A természetes gyógytényezőkről” ad tájékoztatást. Az országban az ÁNTSZ Országos Gyógyhelyi és Gyógyfürdőügyi Főigazgatósága tartja nyilván intézményeit, mely lehet szanatórium, éghajlati gyógyintézet, klímagyógyintézet, gyógyszálló és gyógybarlang (barlangterápiás intézet).
A Mátrában:
- Mátrai Gyógyintézet – Kékestető – Mátraháza (Gyöngyös): 1924-ben alakult meg a Tuberculosis Elleni Küzdelem Országos Bizottsága, melynek erőfeszítései révén 1927 nyarán építkezések kezdődtek a Mátrában. 1932. június 15-én nyitotta meg kapuit a 300 ágyas Mátrai Magyar Királyi Szanatórium, mely ekkor "Közép-Kelet Európa legmodernebb és Magyarország legnagyobb közegészségügyi intézménye" volt. Még ugyanezen esztendőben egy 150 ágyas magaslati gyógyszálló a Kékestetőn. 1980. január 1-jén a mátraházai, a kékestetői és a parádfürdői szanatóriumokat (Mátrai Állami Gyógyintézet) összevonták, majd a későbbiekben Parádfürdő (1994) egysége önállósult. 2005. december 14-től Mátrai Gyógyintézet néven működik 405 ágyas befogadóképességgel. Egységei: 
  - Mátraháza: A Mátra hegy gerincén fekvő 650-700 méter tengerszint feletti magasságban fekszik, 14.9 km-re Gyöngyös központjától. A gyógyintézmény 18 hektáros területen, a környék szubalpin klímájával kedvező gyógyulási lehetőséget teremt a TBC-ben és más légzőszervi betegségekben szenvedőknek.
  - Kékestető: tengerszint felett 1000 m-en, a csúcs közelében helyezkedik el a közelmúltban felújított épületrészekkel. Az intézetben idült légzőszervi panaszok és pajzsmirigybetegségek kezelését végzik. Igénybe vehető egyéb gyógyszolgáltatásai: szolárium, fényterápiás vízsugármasszázskád, masszázs. Sétautak és terrain-kúra útvonal áll a betegek rendelkezésére.
- Mátraderecske (ld.fent)
- Mátraszentimre – Galyatető

A Bükkben: 
- Bükkszentkereszt: Miskolctól 20 kilométerre nyugatra, a Bükk hegységben. A község az ország egyik legmagasabban fekvő települése.
- Jósvafő – Béke-barlang: Miskolctól közúton kb. 65 km-re északra, az Aggteleki Nemzeti Park területén, az Aggteleki-karszt tövében fekvő falu ("a források és barlangok völgyében"). A Béke-barlang két terme kapta meg a gyógybarlang minősítést. A kúrát igénybe vevő vendégek 3-5 órát tartózkodnak naponta a barlangban. Nemcsak betegek, de egészségesek számára is javallott. A barlang termeinek hőmérséklete 10 Celsius-fok, főképpen légúti megbetegedések, asztma, hörghurut kezelését segíti elő levegője.
- Miskolc- Lillafüred: Miskolc belterületétől több kilométerre helyezkedik el, tulajdonképpen az agglomerációban. A város egyik legmagasabb fekvésű része, a Bükk hegységben.
- Szilvásvárad: a Bükk lábánál, a hegységtől északnyugatra, tszf. 345 m magasságban. A Szalajka-völgy a Bükki Nemzeti Park része, természetvédelmi terület.

## Üdülőturizmus
Aktív téli üdülőhelyek, síközpontok
- Kékestető sícentrum

## Kulturális rendezvények
- Egri tavaszi fesztivál (Eger)
- Fesztivál a barokk Egerben (Eger)

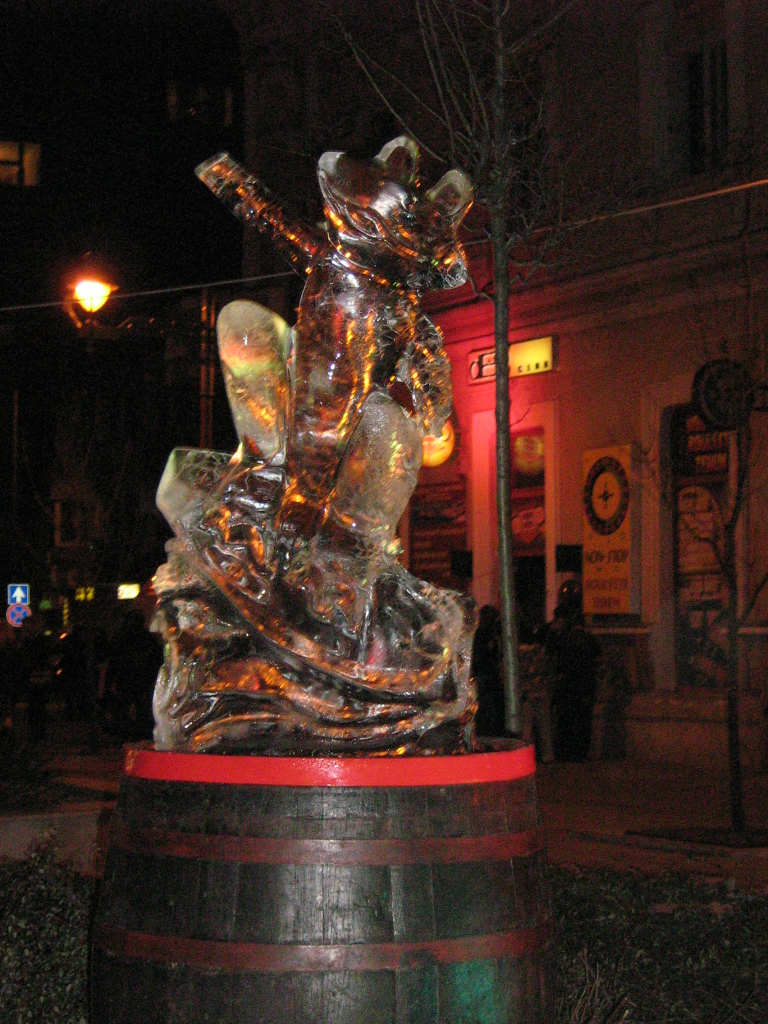
Kocsonyafesztivál – Jégbéka vörösben

- Diósgyőri várjátékok (Miskolc) (1986 óta minden májusban)
- Miskolci nemzetközi operafesztivál (Miskolc)
- Kaláka fesztivál (Miskolc) (1979-től 2011-ig)
- Országos grafikai biennále (Miskolc)
- Miskolci kocsonyafesztivál (Miskolc) (februárban)
- Görömbölyi ősz (Miskolc) (szeptemberben)
- Díszelgő alegységek és katonazenekarok nemzetközi fesztiválja (Miskolc) (2005-től)
- CineFest – Fiatal filmesek nemzetközi fesztiválja (2003 óta minden szeptemberben)
- Zempléni művészeti napok (Sárospatak és környéke)

## Termékek
A régió nevezetességei a tokaji aszú, a gönci barackpálinka, matyó hímzés és a palóc néphagyományok.